# Спорт в Косове

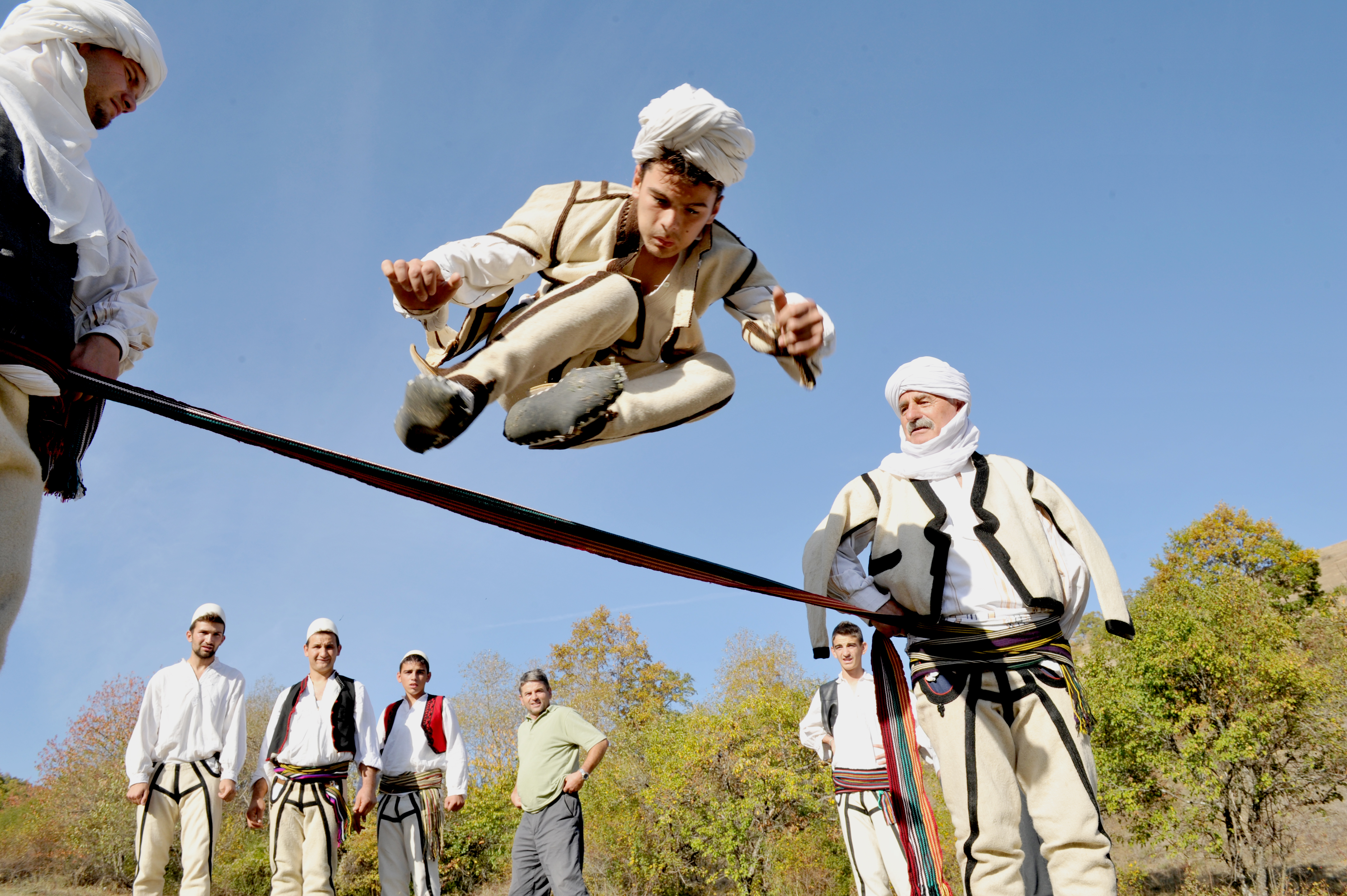
Традиционные виды спорта в Косове

Спорт в Косове имеет давние традиции и играет заметную роль в обществе. Популярными видами спорта в Косове является в частности: футбол, баскетбол, волейбол, гандбол, и борьба. Основные индивидуальные виды спорта: дзюдо, плавание, бокс, карате и лыжи.
Среди известных спортсменов из Косова Азиз Салигу, Мехмет Богуевци, Сами Бузоли, Майлинда Кельменди и Нора Гякова, которые добились существенных успехов на чемпионатах мира и Европы. В период между 1989 и 1999 спортсмены были вынуждены отказаться от участия в некоторых соревнованиях. Тем не менее после войны они стали возвращаться на футбольные поля и боксерские ринги, началось формирование большинства ныне существующих спортивных федераций. Некоторые из них в наше время входят в международные федерации. Это в частности: Федерация тхэквондо, Федерация бокса, Федерация гандбола, Федерация дзюдо и Федерация лыжного спорта. Некоторые косовские спортсмены выступали под флагами других стран. Например, боксёр Луан Красничи, выступая под немецким флагом, добился многих успехов, завоевав титул чемпиона Европы.
В 2016 году сборная частично признанной Республики Косово впервые приняла участие Олимпийских играх в Рио-де-Жанейро.

## Дзюдо
Федерация дзюдо Косова была признана в 2012. Самым известным представителем этого вида спорта является Майлинда Кельменди — единственная олимпийская чемпионка из Косова на момент окончания зимних Олимпийских игр в Пхёнчхане. Согласно официальным данным, в Косове с 1000 дзюдоистами (из которых 750 мужчин) занимаются 25 тренеров. Ранее в Косове одним из самых известных дзюдоистов был Дритон Кука — медалист чемпионата Европы и победитель Кубка мира. Сейчас он является тренером Майлинды Кельменди. Среди международных медалистов в этом виде спорта также выделяется Нора Гякова, бронзовый медалист Европейских игр 2015 года. Её достижение принесло стране одну из первых медалей на крупнейших соревнованиях. Однако ранее Кельменди становилась чемпионкой мира (в 2013 году), победив Эрику Миранда из Бразилии. Это достижение также позволило ей финишировать первой в годовом рейтинге дзюдоисток в весовой категории до 53 кг.

## Футбол
Футбол в Косове является одним из важнейших видов спорта. В сезоне 2016/2017 в чемпионате частично признанной республики играло 12 команд. Среди наиболее успешных косовских клубов «Приштина» и «Трепча».
В 2016 году Республика Косово стала 55-м членом УЕФА. После этого Сборная Косова по футболу попала в группу I квалификации на чемпионат мира 2018 года, где сыграла с Хорватией, Финляндией, Исландией, Турцией и Украиной. Единственное очко за десять игр косовары заработали в первой же игре в Турку, сыграв вничью со сборной Финляндии (1:1), это произошло 5 сентября 2016 года. Всего на отборочном турнире футболиста Косова сумели забить три мяча (Валён Бериша в первом матче, Атде Нухиу в ворота Исландии и Амир Ррахмани в матче с Турцией), а пропустили 24, заняв в итоге последнее место в группе I.
В стартовавшем весной 2019 года отборочном турнире на чемпионат Европы 2020 года сборная Косова попала в группу A, где встретится с Англией, Болгарией, Черногорией и Чехией. В первой же игре косовским футболистам удалось завоевать одно очко после ничьей со сборной Болгарии, завершившийся со счётом 1:1, мяч забил Арбер Зенели на 61-й минуте.

## Традиционные виды спорта
В Косове, как и на всех албанских территориях, проходят игры под названием Албаниада (алб. Albaniada), главной целью которых является «возвращение к жизни» традиционных видов спорта. Среди них — шляпы (алб. Kapuça), мера препятствий (алб. Kut e Kleçkë), армрестлинг (алб. rrëzim i duarve), прыжки в мешках (алб. vrapim me thes), борьба на ногах (алб. rrëzim i këmbëve), доска (алб. rrasash), ловля платка (алб. kapja e shamise), перетягивание каната (алб. tërheqja e litarit), толкание камней (алб. gurapesh me dy duar anash), различное бросание камней (алб. gurapesh prapa, алб. Shpatash). Этими видами спорта можно заниматься как в помещении, так и на открытом воздухе.